# Курочко Артем Михайлович
Арте́м Миха́йлович Ку́рочко — капітан Збройних сил України, учасник російсько-української війни.

## Нагороди та вшанування
- Указом Президента України № 741/2019 від 10 жовтня 2019 року за особисту мужність і самовіддані дії, виявлені у захисті державного суверенітету та територіальної цілісності України орденом «За мужність» III ступеня[2]